# Пака, Уильям
Уильям Пака (англ. William Paca; 31 октября 1740 — 23 октября 1799) — американский юрист и политический деятель.
Родился в семье богатого плантатора, учился в колледже Филадельфии, который окончил в 1759 году со степенью бакалавра искусств, а в 1762 году получил там же степень магистра. После завершения образования вернулся в Мэриленд, где работал помощником адвоката в Аннаполисе, с 1761 года имел собственную адвокатскую практику. В 1771 году был избран в законодательное собрание Мэриленда.
В 1774—1779 годах был делегатом Континентального конгресса от колонии Мэриленд, где стал одним из подписантов Декларации независимости. Позже был избран в качестве третьего губернатора штата Мэриленд и занимал эту должность в 1782—1785 годах. Был также федеральным судьёй США.